# Najaa Bensaid
Pour les articles homonymes, voir Bensaid.
Najaa Bensaid ou simplement Najaa (et parfois Najaa Fazouati Bensaid) est une actrice française.

## Biographie
En 2015, Najaa Bensaid fait ses débuts au cinéma en incarnant l'une des trois collégiennes du long métrage À 14 ans d'Hélène Zimmer.
En 2017, elle joue l'une des lycéennes dans la comédie La Colle d'Alexandre Castagnetti.
En 2020, elle tourne avec Agnès Jaoui et Pio Marmaï pour interpréter l'un des principaux rôles du film Compagnons de François Favrat,, qui est projeté pour la première fois au Festival de Cannes 2021 puis en clôture du Festival de Sarlat.

## Filmographie
Sauf indication contraire, les informations mentionnées dans cette section peuvent être confirmées par les bases de données cinématographiques IMDb et Allociné,  présentes dans la section « Liens externes ».

### Cinéma

#### Longs métrages
- 2015 : À 14 ans d'Hélène Zimmer : Louise
- 2016 : Le ciel attendra de Marie-Castille Mention-Schaar : une jeune fille du groupe
- 2017 : La Colle d'Alexandre Castagnetti : Fraîcheur
- 2021 : Compagnons de François Favrat : Naëlle
- 2023 : Avant que les flammes ne s'éteignent de Mehdi Fikri : Nadia

#### Courts métrages
- 2016 : Fils de de Léo Fontaine : Aisha
- 2018 : Moi de Mustapha El Atrassi[réf. nécessaire]
- en postproduction : Genesis 2032 de Narina Jabari : El

### Télévision
- 2016 : Léo Matteï, brigade des mineurs (série télévisée), épisode Hors de contrôle de Nicolas Herdt : Cynthia
- 2020 : Tandem (série télévisée), épisode Le Jeune Homme et la Mer  de Corinne Bergas : Dana Marchand

### Clip
- 2018 : Queens du groupe The Blaze[1],[7]

## Distinction
- Festival du film de société de Royan 2021 : prix de la meilleure interprétation pour Compagnons[8]